# Araneus niveus
Araneus niveus es una especie de araña del género Araneus, tribu Araneini, familia Araneidae. Fue descrita científicamente por Hentz en 1847.
Se distribuye por Estados Unidos. La especie se mantiene activa entre mayo y septiembre.